# Aleksinački Rudnik
Aleksinački Rudnik (v srbské cyrilici Алексиначки Рудник, doslova v češtině Aleksinacký důl) je sídlo v Srbsku administrativně spadající pod město Aleksinac. Nachází se v jižní části centrálního Srbska.
V roce 2011 zde bylo napočítáno 1293 obyvatel.
Jedná se o severní předměstí Aleksinace, které tvoří především typizované bytové domy, vybudované v 20. století pro potřeby ubytování dělníků, kteří pracovali v známém aleksinackém dole. Kromě nich zde také stojí základní škola, která nese název po Jovanovi Jovanovićovi Zmajovi, a fotbalový stadion týmu FK Rudnik.
Přímo západně od obce se nachází sjezd z dálnice A1.